# Gyrodontium boveanum
Gyrodontium boveanum är en svampart som först beskrevs av Mont. ex DC., och fick sitt nu gällande namn av Rudolf Arnold Maas Geesteranus 1964. Gyrodontium boveanum ingår i släktet Gyrodontium och familjen Coniophoraceae.   Inga underarter finns listade i Catalogue of Life.